# Lotus Seven

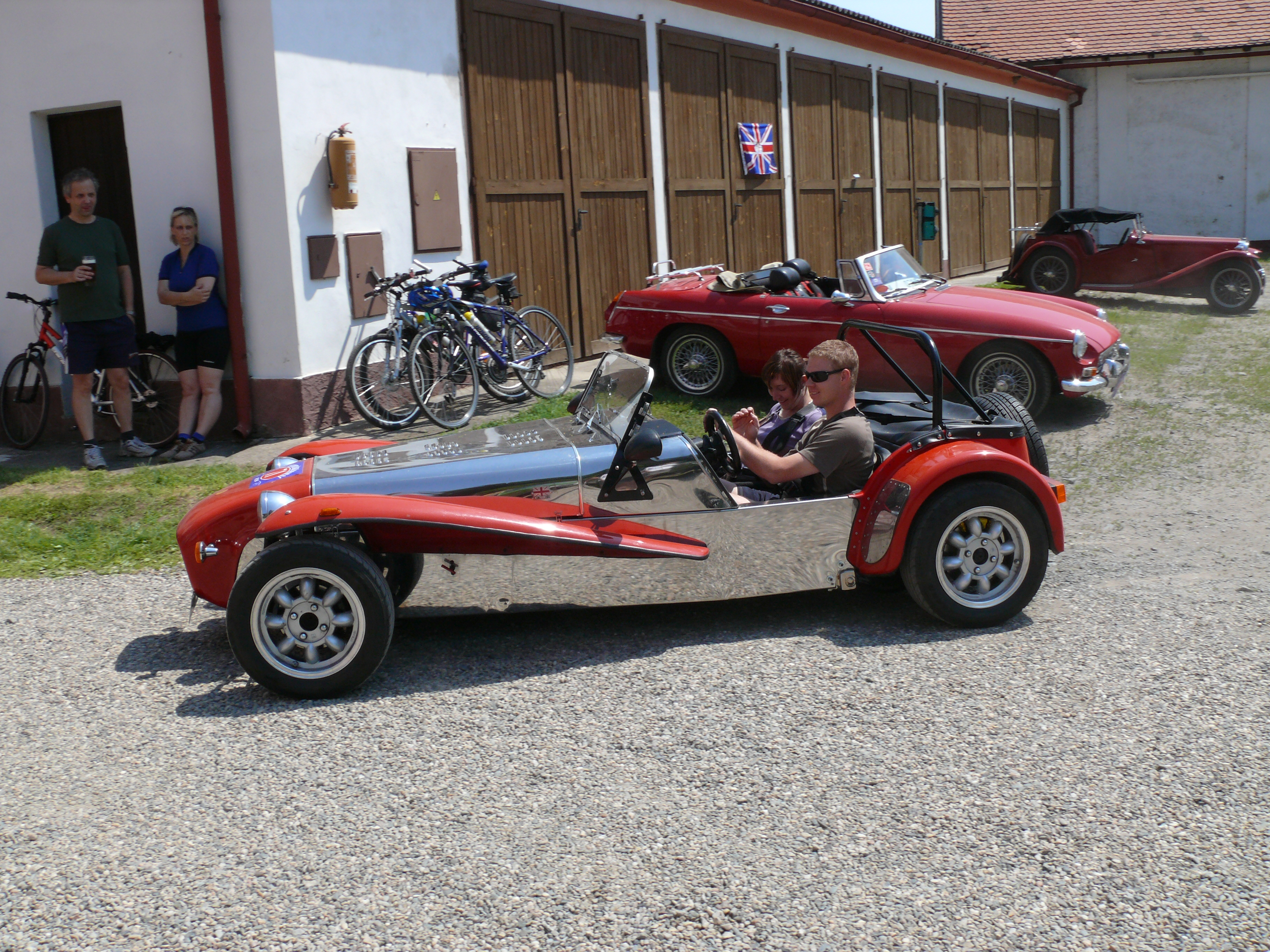
Lotus 7

Lotus Seven (angl. sedm) byl sportovní vůz, vyráběný automobilkou Lotus. Lotus Seven byl následovníkem prvního sériově vyráběného vozu Lotus Six. Stavebnicový model Six byl určen spíše pro klubové závodění, než sportovní automobil na silnice. Six se objevil v roce 1953, ale skutečně úspěšným vozem se stal o čtyři roky později model Seven. Lotus Seven se vyráběl od roku 1957 až do roku 1970 v celkovém počtu 1942 kusů. V roce 1973 automobilka Lotus prodala průmyslová práva na vůz společnosti Caterham Cars, která ho vyrábí dodnes. Repliky Lotusu 7 vyrábí i německá firma Dax, holandská Donkervoort nebo v Česku firma Kaipan s modelem Kaipan 57.
Spartanské dvousedadlové vozidlo bylo postaveno na základu trubkového rámu. Vůz neměl žádné dveře, pouze vykrojené boční stěny. Přední kola kryly jen tenké blatníky. Vůz měl vynikající jízdní vlastnosti. Motory nejčastěji dodávala firma Ford, Climax FVA, od začátku 90. let většinou Rover a typ S1 od firmy BMC. 15 vozů poháněla jednotka Lotus z vozu Lotus Elan.
U základního provedení poskytoval čtyřválcový motor výkon 37 koní. Díky velice nízké hmotnosti mohl Lotus 7 jet max. rychlostí 130 km/h. Model S2 se odlišoval od základního typu pouze jiným tvarem blatníků. Verze S3 obsahoval výkonnější motor Cortina 1600. V roce 1970 se objevil typ S4, který se lišil od typu S1 robustnější karoserií vyrobenou ze skelných vláken. Nejvýkonnějším nabízeným modelem byl typ Super Seven s pohonnou jednotkou Ford 1340 cm³ s výkonem 115 koní a max. rychlostí 175 km/h.
U vozů vyráběných automobilkou Caterham po roce 1973 se objevil nejdříve motor Lotus TwinCam a později Ford Cross Flow. První motory Cosworth BDR se objevily kolem roku 1983 a to o objemu 1,6 litru s výkonem 140 kW a následně o tři roky později 1,7 litru s výkonem 150 kW. Roku 1990 byla nejvýkonnější řada opatřena dvoulitrovým motorem Vauxhall HPC, který pocházel z vozu Vauxhall Calibra a dodával výkon 165–175 koní. Několik modelů HPC "Evolution" bylo vybaveno motory vyvinutými firmou Swindon Race Engines, které byly vyladěny na výkon 218 a 235 koní. Speciální edice vyráběná v roce 1993 a nazvaná JPE (byla pojmenována po jezdci Formule 1 Jonathanu Palmerovi) měla dokonce výkon až 250 koní a sníženou hmotnost na 530 kg.
V roce 1991 začala společnost Caterham používat motory Rover K-series automobilky Rover. Zpočátku byla jako pohonná jednotka využíván motor 1,4 litru z modelu Rover Metro GTi. Tento motor se stal páteří řady po dalších 15 let. V roce 1996 se zvýšil objem na 1,6 litru a o rok později až na 1,8 litru včetně verzí K-series VVC s vyšším výkonem. V roce 1996 se také rozšířil sortiment "Superlight", který se nejprve zaměřil na snižování hmotnosti a následně na přizpůsobení se vyladění motorů řady K-series na stále vyšší výkony. Následně automobilka zavedla model Superlight-R, který nabídl variantu s verzí motoru K-series VHPD o objemu 1,8 litru a výkonu až 180 koní (134 kW). To vše v automobilu, který vážil pouhých 490 kg. O tři roky později Caterham zachoval stejnou koncepci, ale pozvedl ji na novou úroveň a vytvořil takzvaný Superlight R500, který byl stále založen na 1,8 litrovém Rover K-series, ale nyní byl vyladěn britskou firmou Minister Racing Engines na přibližně 230 koní (172 kW) při 8 600 ot/min při váze pouhých 460 kg. Model R500 byl zpočátku dostupný ve formě kitu, ale rychle se stal jediným vyráběným modelem. Výkon byl velmi působivý, z 0 na 160 km/h zrychloval za 8,2 sekundy. Nicméně, není bez zajímavosti, že takto namáhaný motor vyžadoval častou a řádnou údržbu a za celou dobu výroby modelu R500 byla provedena řada revizí motorů kvůli zvýšení spolehlivosti. To vyvrcholilo v roce 2004 nasazením možná nejextrémnější verzí Caterhamu ze všech a to modelem R500 EVO, který byl převrtán na 1 998 cm³ o výkonu 250 koní (186 kW). Vysoká cena však způsobila jeho nevalný prodejní úspěch.
Vůz R500 EVO však drží několik rekordů, například rekord zrychlení a následně zpomalení z 0 na 160 km/h a zpět na 0 km/h zvládne v čase 10,73 sekundy což je rychleji než supersportovní vůz Ferrari Enzo a až do konce roku 2006 zůstal nejrychlejším sériově vyráběným vozem testovaným časopisem EVO, který jej testoval na autodromu Bedford Autodrome West Circuit východně od Northamptonu. Svými výsledky předčil i model Porsche Carrera GT. Byl překonán až vozem britské automobilky Radical SR3 1300.
Po zániku automobilky MG Rover zahájil Caterham proces vyřazení motoru řady K-series a jejich nahrazení motory Ford Sigma pro modely Roadsports a 2,0 litrové a 2,3 litrové motory Duratec pro výkonnější řady Superlight a CSR. Nicméně například model Superlight R300 je stále ještě k dostání s motorem Rover K-series avšak jedná se patrně jen o dočasnou záležitost. Některé kanadské firmy prodávající automobil Caterham 7 však využívají i jiné agregáty mezi které patří Suzuki nebo Honda.